# Гайнц Віттхов фон Брезе-Вініари
Гайнц Леопольд Віттхов фон Брезе-Вініари (нім. Heinz Leopold Wittchow von Brese-Winiary; 13 січня 1914, Дрезден — 3 грудня 1995, Фрайбург) — німецький офіцер, оберст вермахту. Кавалер Лицарського хреста Залізного хреста з дубовим листям.

## Біографія
4 квітня 1934 року вступив в 10-й піхотний полк. Під час Польської і Французької кампаній займав посади ад'ютанта і командира батальйону. Учасник Німецько-радянської війни, командир 6-ї роти 108-го стрілецького полку 14-ї танкової дивізії. З грудня 1942 по лютий 1943 року командував бойовою групою «Брезе», з якою бився на зовнішньому кільці Сталінградського оточення. З 6 грудня 1943 року — командир 108-го моторизованого полку. Відзначився у боях в Черкаському котлі. З осені 1944 року командував моторизованим фузілерним полком «Велика Німеччина», з яким взяв участь у боях в Східній Пруссії. 18 лютого 1945 року важко поранений і до кінця війни залишався у шпиталі, де був захоплений радянськими військами. В 1953 роках переданий владі ФРН і звільнений.

## Звання
- Лейтенант (20 квітня 1936)
- Оберлейтенант (1 квітня 1939)
- Гауптман (1 березня 1942)
- Майор (30 квітня 1943)
- Оберстлейтенант (1 квітня 1944)
- Оберст (1 вересня 1944)

## Нагороди
- Медаль «За вислугу років у Вермахті» 4-го класу (4 роки)
- Медаль «У пам'ять 1 жовтня 1938» із застібкою «Празький град»
- Залізний хрест
  - 2-го класу (24 жовтня 1939)
  - 1-го класу (24 червня 1940)
- Штурмовий піхотний знак в сріблі (31 жовтня 1940)
- Нагрудний знак «За поранення»
  - в чорному (10 або 11 листопада 1941)
  - в сріблі (24 квітня 1942)
  - в золоті (18 вересня 1942)
- Німецький хрест в золоті (24 грудня 1941)
- Медаль «За зимову кампанію на Сході 1941/42» (11 квітня 1943)
- Лицарський хрест Залізного хреста з дубовим листям
  - лицарський хрест (15 травня 1943)
  - дубове листя (№ 441; 6 квітня 1944)
- Нагрудний знак ближнього бою в сріблі (2 березня 1944)